# Uromys rex
Uromys rex és una espècie de mamífer rosegador de la família dels múrids. És endèmic de l'illa de Guadalcanal (Salomó), on viu a altituds d'entre 20 i 60 msnm. El seu hàbitat natural són els boscos primaris tropicals humits. Està amenaçat per la desforestació i la transformació del seu medi en camps de conreu. El seu nom específic, rex, significa ‘rei’ en llatí.